# Synode de Pistoia

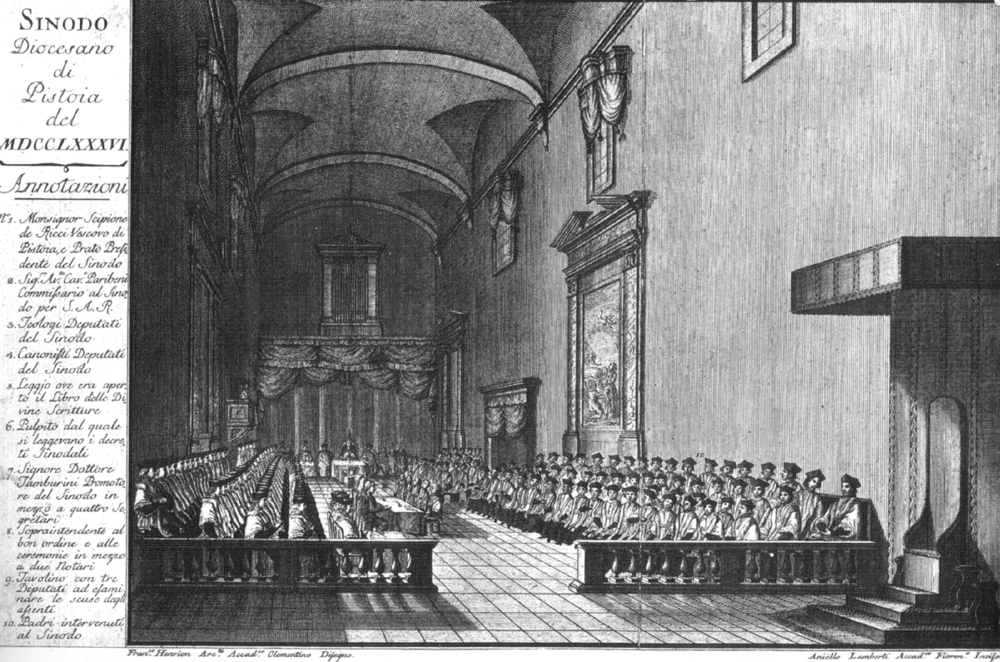

Le Synode de Pistoie est un synode diocésain tenu du 18 au 28 septembre 1786 dans la ville de Pistoie en Toscane, sous la présidence de Scipione de' Ricci (1741-1810), évêque de Pistoie et Prato, avec le soutien de Léopold, Grand-duc de Toscane, en vue de réunir par la suite un concile national et de réformer l'Église de Toscane. 
Les actes de ce synode sont condamnés par Pie VI en 1794 avec la bulle Auctorem fidei. 

## Objectifs du synode
Le 26 janvier le Grand-duc publia une circulaire destinée aux évêques de Toscane et où il suggérait certaines réformes, particulièrement pour restaurer l'autorité des synodes diocésains, épurer les missels et les bréviaires de récits légendaires, affirmer l'autorité des évêques contre celle du pape, réduire les privilèges des ordres monastiques et mieux éduquer le clergé. 
Cette action s'inscrit dans l'ensemble des réformes menées par le grand duc Léopold et son frère Joseph II, empereur d'Autriche, sur l'organisation de l'Êglise: le joséphisme.
Malgré l'attitude hostile de la grande majorité des évêques, qui refusaient une ingérence du pouvoir civil dans le domaine religieux, l'évêque de Ricci publia le 31 juillet une convocation à un synode diocésain, qui fut solennellement ouvert le 18 septembre. Y assistèrent 233 prêtres séculiers et 13 prêtres réguliers, et ils votèrent pratiquement à l'unanimité une série de décrets qui, s'il avait été possible de les mettre en pratique, auraient entraîné dans l'Église un changement décisif sur la voie qu'avait préconisée Febronius. 

## Les décisions du synode
Le premier décret (Decretum de fide et ecclesia) déclarait que l'Église catholique n'a aucunement le droit de présenter des dogmes nouveaux, mais seulement le devoir de conserver dans sa pureté originale l'enseignement donné une fois pour toutes par le Christ à ses apôtres, et qu'elle n'est infaillible que pour autant qu'elle se conforme à l'Écriture sainte et à la vraie tradition ; par ailleurs l'Église, corps purement spirituel, n'a aucune autorité dans les questions séculières.
D'autres décrets dénonçaient l'abus des indulgences, des fêtes de saints chômées et des processions, et suggéraient des réformes ; d'autres imposaient une nouvelle fois la fermeture de magasins le dimanche pendant les offices, réclamaient l'édition de livres de messe comportant une traduction en langue vulgaire et recommandaient l'abolition de tous les ordres monastiques sauf celui de saint Benoît, dont les règles devaient être mises en accord avec les idées modernes ; il serait interdit aux nonnes de prononcer des vœux avant l'âge de 40 ans. Un dernier décret proposait la convocation d'un concile national.
Ces décisions sont à la fois inspirées par le fébronianisme et le jansénisme, deux doctrines très présentes dans le clergé de Toscane au XVIIIe siècle.

## Après le synode
Tous ces décrets furent publiés accompagnés d'une lettre pastorale de l'évêque de' Ricci et furent chaleureusement approuvés par le Grand-duc, à la demande duquel un synode national des évêques de Toscane se réunit à Florence le 23 avril 1787. L'atmosphère de cette assemblée fut cependant tout à fait différente. Les évêques refusèrent le droit de vote à ceux qui n'appartenaient pas à leur ordre, et au bout du compte les décrets de Pistoie ne recueillirent l'appui que d'une minorité de trois d'entre eux. Ils furent finalement condamnés à Rome par le pape Pie VI par la bulle Auctorem fidei du 28 août 1794. De Ricci, privé de l'appui personnel du grand duc, (devenu maintenant l'empereur Léopold II), soumis aux pressions de Rome et menacé de la violence de la populace qui le soupçonnait d'avoir détruit des reliques sacrées, renonça à son siège en 1791 et, jusqu'à sa mort, vécut désormais à Florence comme une personne privée. En mai 1805, au retour de Paris du pape Pie VII, il signa un acte de soumission à la décision papale de 1794. 
Ses mémoires en deux volumes, Memorie di Scipione de Ricci, vescovo di Prato e Pistoie, édité par Antonio Galli, ont été publiés à Florence en 1865. En outre, ses lettres à Antonio Marini ont été publiées par Cesare Guasti à Prato en 1857 et ont été rapidement mises à l'Index. On consultera aussi De Potter, Vie de Scipion de Ricci (2 vols., Bruxelles, 1825), fondé sur une vie manuscrite et un compte-rendu manuscrit du synode mis à l'Index en 1823. On trouvera de nombreux documents dans Zobi, Storia civile della Toscana, vols. II. et III. (Florence, 1856). Les actes du synode de Pistoie ont été publiés en italien et en latin à Pavie en 1788.

## Sources
(en) « Synode de Pistoia », dans Encyclopædia Britannica , 1911 (lire sur Wikisource).
Gian Maria Maestripieri 1786 : Risposta ad un libercolo intitolato. Lettera di un Ecclesiastico Italiano diretta a Monsignor Scipione de Ricci Vescovo di Pistoia e Prato.